# Elisaveta Blumina
 (juillet 2012).
Si vous disposez d'ouvrages ou d'articles de référence ou si vous connaissez des sites web de qualité traitant du thème abordé ici, merci de compléter l'article en donnant les références utiles à sa vérifiabilité et en les liant à la section « Notes et références ».
Elisaveta Blumina (en russe : Елизавета Блюмина, Elizaveta Blioumina) est une pianiste russe née à Léningrad. Elle est lauréate de nombreux prix internationaux.

## Biographie
Elisaveta Blumina a été initialement formée au conservatoire Rimsky-Korsakov de Saint-Pétersbourg et a bénéficié de l'enseignement de grands maîtres comme Radu Lupu, Andras Schiff ou Paul Badura-Skoda sans oublier l'influence de sa mère la pianiste Mara Mednik.
Elle a commencé sa carrière de soliste à l'âge de 16 ans avec le premier concerto de Brahms accompagnée par l'orchestre de Saint-Pétersbourg dirigé par Alexander Polianichko. Elle est l'invitée de nombreux festivals et s'est produite en récital dans les  lieux les plus prestigieux tels que la philharmonique de Berlin ou le Carnegie Hall de New York.
Parallèlement à sa carrière de soliste, elle mène une activité de chambriste au sein de sa  propre formation, l'ensemble Blumina. Son ami et condisciple Ievgueni Kissine a écrit l'admiration qu'elle lui inspire dans ce type de répertoire.
Elle s'est beaucoup investie pour faire connaître par le disque l'œuvre pour piano puis pour formation de chambre du compositeur polonais Mieczyslaw Weinberg qui fut le contemporain et l'ami de Chostakovitch.
Elisaveta Blumina est le directeur artistique du Festival de musique de chambre russe de Hambourg